# Pizzamaffia (boek)
Pizzamaffia is het derde boek van Khalid Boudou. Het boek verscheen in november 2007. Hij won er in 2009 de debuutprijs van de Jonge Jury mee.

## Verhaal
Na een ruzie begint de oom van Brahim zijn eigen pizzazaak. Dit wordt de grootste concurrent van de pizzeria van zijn broer (vader van Brahim) waar hij zelf eerst bedrijfsleider was. De concurrentie zorgt voor een heuse concurrentiestrijd.  
Brahim en zijn neef Haas werken in de pizzeria van Brahim's vader. Wanneer Brahim's vader ziek wordt, neemt oom Faris, Brahim's favoriete oom, tijdelijk de leiding over. Na een heftige ruzie verlaten oom Faris en Haas de pizzeria, waardoor Brahim onverwacht de verantwoordelijkheid moet dragen. Tegelijkertijd besluiten oom Faris en Haas om hun eigen pizzeria te starten, wat het begin markeert van een buitengewone pizzaoorlog. Brahim bevindt zich in het midden van deze intensieve strijd tussen beide families, waardoor zelfs zijn relatie met vriendin Alice op de achtergrond raakt.